# Hans Rogger (Politiker)
Hans Rogger (* 17. August 1913 in Oberkirch; † 4. Februar 1982 in Luzern) war ein Schweizer Politiker (Christlich-soziale Partei, CSP).

## Leben
Hans Rogger besuchte die Primarschule in Sursee und die Stiftschule in Engelberg. Anschliessend absolvierte er 1934 bis 1938 das Studium der Jurisprudenz in Luzern, Zürich und Paris. Während des Zweiten Weltkriegs leistet er Aktivdienst in der Schweizer Armee und erwarb das Anwaltspatent des Kantons Luzern. Er war der Neffe von Lorenz Rogger.

## Politik
Von 1942 bis 1948 war Rogger Amtsgerichtsschreiber in Sursee, von 1947 bis 1951 Luzerner Grossrat. Im Jahr 1951 wurde Rogger in den Luzerner Regierungsrat gewählt, wo er das Justizdepartement übernahm. Nach der Wiederwahl im Jahr 1955 wechselte Rogger ins Erziehungsdepartement und wurde Nachfolger von Gotthard Egli. Während seiner Amtszeit als Regierungsrat wurden zahlreiche Bildungsinstitutionen gegründet, u. a. 1957 das zentralschweizerisches Technikum (heute Hochschule Luzern), 1967 und 1970 die Seminare für Lehrpersonen und Kindergärtnerinnen in Luzern (heute Pädagogische Hochschule Luzern), 1970 die Kantonsschule in Reussbühl, 1971 die Höhere Wirtschafts- und Verwaltungsschule Luzern (heute ebenfalls Hochschule Luzern) sowie die Dienste für Schulpsychologie und Logopädie.
Als Präsident der CSP 1955–61 trat er für die Verbindung mit der katholisch-konservativen Partei ein, konnte aber die Trennung 1956 nicht verhindern. 1970 wechselte Rogger zur Konservativen Volkspartei.
Nach seinem Rücktritt als Regierungsrat im Jahr 1971 engagierte sich Rogger für die Schaffung einer interkantonalen Institutionen zur Koordination von Lehrmittelfragen. Unter seiner Führung wurde schliesslich 1973 in Solothurn die interkantonale Zentralstelle für Lehrmittelfragen gegründet (heute Interkantonale Lehrmittelzentrale ilz).